# Antidesma cochinchinense
Antidesma cochinchinense är en emblikaväxtart som beskrevs av François Gagnepain. Antidesma cochinchinense ingår i släktet Antidesma och familjen emblikaväxter. Inga underarter finns listade i Catalogue of Life.